# 雷·温伯格
雷·温伯格（英語：Ray Weinberg，1926年10月23日—2018年5月30日），澳大利亚男子田径运动员，主攻跨栏。他曾代表澳大利亚参加1950年大英帝国运动会田径比赛，获得男子120码跨栏银牌。